# Travemünde
Travemünde (alnémet: Travemünn) a Schleswig-Holstein tartománybeli Lübeck egyik kerülete, a Trave folyó torkolatánál. Egyike Európa legnevesebb strandövezeteinek. Széles, finom homokos balti-tengeri partszakaszt foglal magában, jelentős nemzetközi kompforgalmat és strandturizmust bonyolít le. Nagy múltra visszatekintő szakaszai többek között a Trave sétány (Travepromenade) és Strand sétány (Strandpromenade, 1898-99, 1904). A Priwall stranddal együtt az észak-európai tengeri fürdőzés egyik fellegvárának tekintik annak ellenére, hogy a szezon viszonylag rövid, júliustól augusztusig tart, átlagosan 20 fokos tengervízzel.

## Kerületei
- Ivendorf
- Alt-Travemünde/Rönnau
- Priwall
- Teutendorf
- Brodten

## Története
Travemünde-t 1187-ben alapították. 
II. Frigyes császár garantált már az 1226-os lübecki birodalmi szabadságlevélben Lübecknek fontos jogokat Travemündehez.
1329-ben Travemünde végül az akkori Lübeck városállam része lett.
1802-ben Travemünde tengerparti fürdőhely ("Seebad") lett.
Az erődítményeit 1807-ben rombolták le.
1811 és 1813 között Travemünde  az Első Francia Császárság része volt.

## Kompforgalom és nemzetközi hajózás
Travemündéből elsősorban Észak-Európa többi országába irányul mind a folyami, mind pedig a tengeri kompforgalom. A legfőbb úti célok oda-vissza: Dánia, Svédország, Finnország, Észtország, Litvánia, Lettország és Oroszország.

## Kulturális jelentősége
A kiváló homokos partszakasz, a fejlett infrastruktúra és a kedvező közlekedési fekvés mellett Lübeck óvárosának részeként jelentős kulturális értékekkel is rendelkezik. Itt van a Balti-tenger legrégebbi világítótornya és számos középkori műemlék, templom. Irodalomtörténeti jelentőségét Thomas Mann részben önéletrajzi ihletésű regénye, A Buddenbrook ház adja, melyben a család a nyarakat a híres travemündei strandon töltötte.